# Tiffany Two
Tiffany Two (13 tháng 3 năm 1988 - 22 tháng 5 năm 2015) là con mèo sống lâu đời thứ hai trên thế giới, ở độ tuổi 27, theo Sách Kỷ lục Guinness Thế giới. Con mèo già nhất từng được xác minh là Creme Puff sống được 38 năm, 3 ngày.

## Đời sống
Tiffany Two, một con mèo có bộ lông văn vện nhiều màu được sinh ra ở San Diego, California, vào ngày 13 tháng 3 năm 1988. Nó được chủ sở hữu của mình, Sharon Voorhees, mua từ một cửa hàng thú cưng khi được sáu tuần tuổi. Con mèo này sống lâu hơn hai con chó được Voorhees mua cùng một lúc.
Tiffany đã ăn cả thức ăn cho mèo ướt và khô và trong khi chủ yếu là một con mèo nhà, thỉnh thoảng lại mạo hiểm ra ngoài.
Tiffany Two chết vào ngày 22 tháng 5 năm 2015, ở tuổi 27, khoảng 125 năm tính theo con người.
Con mèo sống lâu nhất chính thức trên thế giới trước đó là Poppy, đến từ Bournemouth, Dorset, đã chết ở tuổi 24 vào tháng 6 năm 2014.

## Ứng cử viên cạnh tranh
Người ta cho rằng Missan, một con mèo trang trại Thụy Điển, 29 tuổi. Åsa Wickberg, chủ sở hữu của con mèo cái này nói rằng cô đã tìm thấy nó khi no còn là một con mèo con đi lạc vào năm 1985. Theo một đại diện của Guinness, Wickberg đã yêu cầu tổ chức tuyên bố Missan là con mèo sống lâu nhất thế giới. Guinness đang chờ đợi thêm các tài liệu chứng minh tuổi tác, như hồ sơ y tế và tuyên bố của bác sĩ thú y, trước khi đưa ra phán quyết về yêu cầu của Wickberg.
Vào ngày 4 tháng 6 năm 2015, Guinness đã đưa ra một tuyên bố: "Chúng tôi hiện đang điều tra và xác minh những con mèo kế thừa tiềm năng cho danh hiệu mèo sống lâu đời nhất và sẽ thông báo điều này một khi chúng tôi có thể làm như vậy trên trang web."